# 1997年度兒歌金曲頒獎典禮得獎名單
1997年度兒歌金曲頒獎典禮於1997年8月尾舉行。另外由於1996年沒有舉辦兒歌金曲選舉，所以有一部分1996年推出的兒歌出現在1997年度兒歌金曲頒獎典禮候選名單中。司儀為沈殿霞、麥長青和朱茵。當年「兒童大使」為李珊珊和蔡子健。

## 十大兒歌金曲
- 《小丸子的心事》 - 何韻詩，頒獎嘉賓︰黃霑 （《櫻桃小丸子》片頭曲[1]）
- 《我愛毛查查》 - 古巨基，頒獎嘉賓︰李家仁 （《外星毛查查》片頭曲[2]）
- 《我是一個大書包》 - 熊熊兒童合唱團，頒獎嘉賓︰多啦A夢
- 《婚紗構思》 - 姚琇齡（姚安娜），頒獎嘉賓︰張國強、譚玉瑛 （《婚紗小天使》片頭曲[3]）
- 《問題天天都多》 - 歐倩怡，頒獎嘉賓︰陳百祥、區瑞強 （《櫻桃小丸子》片尾曲[2]）
- 《魔法咕嚕咕嚕》 - 滕麗明，頒獎嘉賓︰薛家燕  （《咕嚕咕嚕魔法陣》片頭曲[2]）
- 《驚人發現》 - 唐韋琪
- 《Bala Bala Bu》 - 陳奕、張裕東，頒獎嘉賓︰許冠英
- 《夏日飛舞》 - 沈殿霞、鄭欣宜
- 《美少女戰士S》 - 陳琪，頒獎嘉賓︰區瑞強、車淑梅 （《美少女戰士S》片頭曲）

## 至NET兒歌大獎
- 《問題天天都多》 - 歐倩怡

## 最受歡迎兒歌男歌手
- 古巨基

## 最受歡迎兒歌女歌手
- 歐倩怡